# Catherine Samie
Pour les articles homonymes, voir Samie.
Catherine Céline Paule Samie est une actrice française, sociétaire honoraire de la Comédie-Française, née le 3 février 1933 à Paris.

## Biographie
Née en 1933 à Paris, elle se forme au Centre d'art dramatique de la rue Blanche à Paris puis au Conservatoire (promotion 1956), où elle obtient un 2e prix de comédie classique, et un 2e prix de comédie moderne. 
Engagée dès le 1er septembre 1956 à la Comédie-Française, elle y fait ses débuts officiels le 15 décembre 1959, dans le rôle de Marthe Bourdier dans Le Roi de Flers, Caillavet et Arène. En 1990, elle est administrateur par intérim pendant deux mois en tant que doyenne des sociétaires à la mort d'Antoine Vitez. Elle devient sociétaire honoraire en 2007, après une carrière de 50 ans, une durée exceptionnelle, au sein de la troupe. Elle y a interprété des pièces du répertoire classique ou des pièces contemporaines, et a tourné également pour le cinéma, comme dans le film La Dernière Lettre réalisé par Frederick Wiseman et sorti en 2002.
Sa fille Céline Samie est également actrice et sociétaire (depuis 2004).

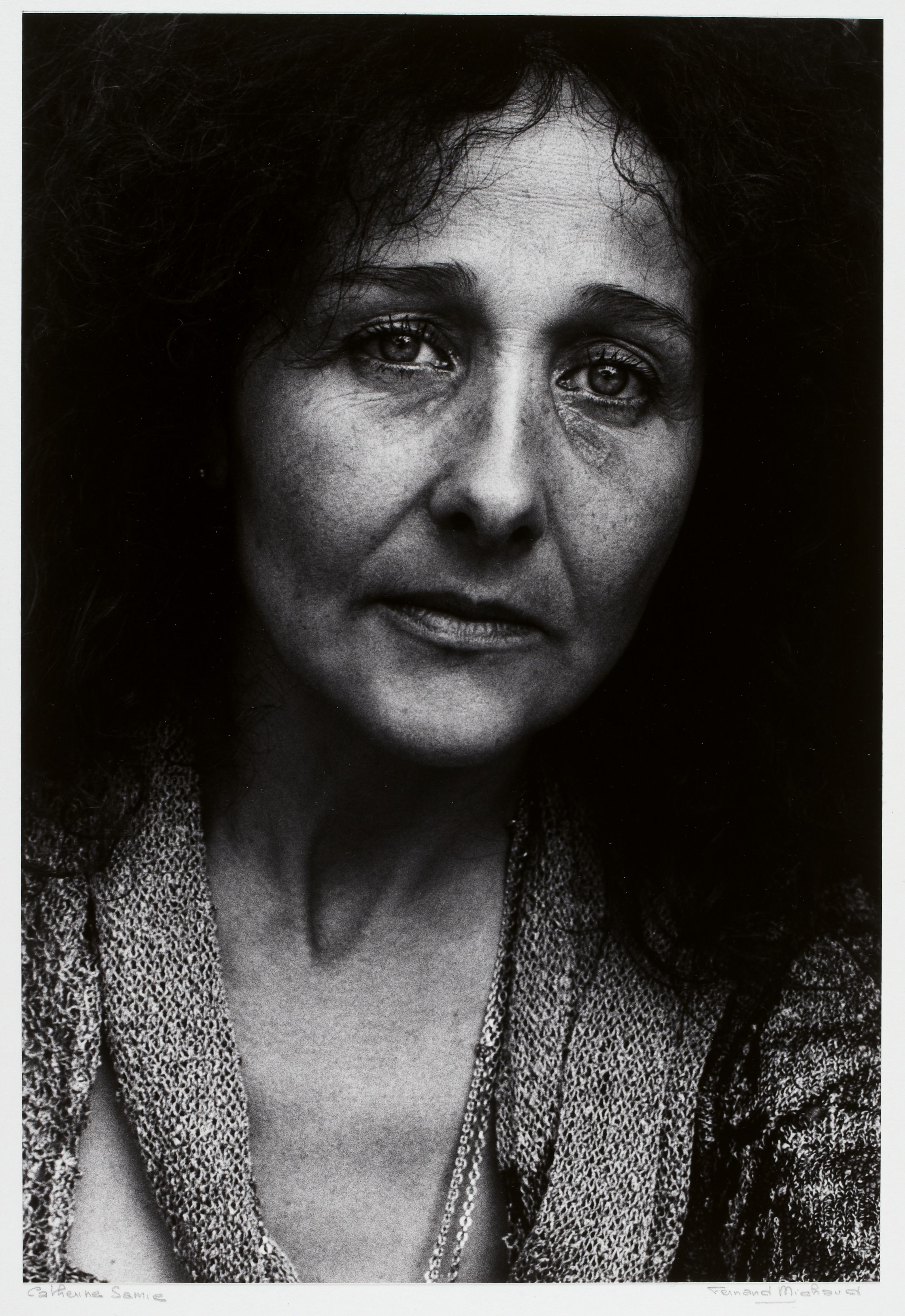
Catherine Samie en 1981 au Festival d'Avignon (portrait de Fernand Michaud).

## Formation
- Centre d'art dramatique de la rue Blanche à Paris[1]
- Conservatoire national d'art dramatique[1], concours 1956 (classes de Pierre Dux, puis de Béatrix Dussane)
  - 2e prix de comédie classique dans le rôle de Dorine, Tartuffe (Molière)
  - 2e prix de comédie moderne dans Gros Chagrins (Courteline).

## Théâtre

### Comédie-Française
- Engagement à la Comédie-Française le 1er septembre 1956
- Sociétaire le 1er janvier 1962 (438e sociétaire)
- Doyenne des Comédiens-Français du 1er janvier 1989 au 31 décembre 2006 et Administrateur général par intérim de mai à juillet 1990
- Sociétaire honoraire le 1er janvier 2007

### Rôles
- Dame Claude, L'Avare, Molière, 11 septembre 1955
- Mme de Malves, Est-il bon ? Est-il méchant ?, Denis Diderot, mise en scène Henri Rollan, 24 novembre 1955
- Jeanne d'Arc, Charles Péguy, mise en scène Jean Marchat, 30 novembre 1955
- 1re Sœur, Port-Royal, Henry de Montherlant, mise en scène Jean Meyer, 1956
- Cléonice, Les Amants magnifiques, Molière, mise en scène Jean Meyer, 10 mai 1956
- Lisette, L'École des maris, Molière, 10 mai 1956
- Amante, L'Amour médecin, Molière
- Lisette, L'Amour médecin, Molière
- Sœur Julie, Port-Royal, Henry de Montherlant, mise en scène Jean Meyer, 29 juin 1956
- Sabine, Le Menteur, Pierre Corneille, 1er septembre 1956
- Mme Jourdain, Le Bourgeois gentilhomme, Molière, mise en scène Jean Meyer, 13 octobre 1956
- Lisette, Crispin rival de son maître, Alain-René Lesage, mise en scène Robert Manuel, 6 décembre 1956
- Henriette, Étienne, Jacques Deval, mise en scène Louis Seigner, 27 décembre 1956
- Nicolette, Les Misérables, Paul Achard, d'après Victor Hugo, mise en scène Jean Meyer, 9 janvier 1957
- Nérine, Les Fourberies de Scapin, Molière, mise en scène Jacques Charon, 9 janvier 1957
- La Thénardier, Les Misérables, Paul Achard, d'après Victor Hugo, mise en scène Jean Meyer, 19 janvier 1957
- Martine, Les Femmes savantes, Molière, mise en scène Jean Meyer, 5 mars 1957
- Zerbinette, Les Fourberies de Scapin, Molière, 28 mars 1957
- Yvonne, Feu la mère de madame, Georges Feydeau, 19 juin 1957
- Nicole, Le Bourgeois gentilhomme, Molière, mise en scène Jean Meyer, 12 octobre 1957
- Une demoiselle d'honneur, Un roi, deux dames et un valet, François Porché et Mme Simone, mise en scène Jacques Sereys, 22 avril 1958
- Cléanthis, Amphitryon, Molière, mise en scène Jean Meyer, 1958
- Isabelle, L'École des maris, Molière
- La Suivante de Célie, Sganarelle ou le Cocu imaginaire, Molière
- Pauline, Le Bouquet, Henri Meilhac et Ludovic Halévy
- Sophie, La Poudre aux yeux, Eugène Labiche et Martin, mise en scène Jean Meyer, 8 novembre 1958
- Mme Malingear, La Poudre aux yeux, Eugène Labiche et Martin, mise en scène Jean Meyer, 14 novembre 1958
- Anna, Un homme comme les autres, Armand Salacrou, mise en scène Jacques Dumesnil, 12 septembre 1959
- Jacqueline, Le Médecin malgré lui, Molière, 1958 ; reprise, mise en scène Jean-Paul Roussillon, 12 décembre 1967
- Dorine, Tartuffe, Molière, 1958 ; reprise, mise en scène Jean-Paul Roussillon, 23 février 1980
- Gertrude, La Dame de Montsorreau, Alexandre Dumas et Auguste Maquet, mise en scène Jacques Eyser, 27 décembre 1958 au 28 février 1959 (24 fois)
- Toinette, Le Malade imaginaire, Molière, mise en scène Robert Manuel, 25 janvier 1959
- Georgette, L'École des femmes, Molière, mise en scène Jean Meyer, 29 septembre 1959 ; reprise mise en scène Éric Vigner, 25 septembre 1999
- Adèle, La Parisienne, Henry Becque, mise en scène Raymond Gérôme, 2 février 1960
- Claudine, George Dandin, Molière, 1959 ; reprise, mise en scène Jean-Paul Roussillon, 29 septembre 1970
- Marthe Bourdier, Le Roi, Robert de Flers, Gaston Arman de Caillavet et Emmanuel Arène, 15 décembre 1959
- Première Égyptienne, Le Mariage forcé, Molière, 1960 ; reprise mise en scène Andrzej Seweryn, 16 octobre 1999
- Clara, Le Dindon, Georges Feydeau, mes Jean Meyer
- Flipote, Tartuffe, Molière, en tournée au Canada et aux États-Unis, février-mars 1961
- Mlle du Parc, L'Impromptu de Versailles, Molière, en tournée Canada et États-Unis, février-mars 1961
- Annette, Poil de carotte, Jules Renard, en tournée Canada et États-Unis, février-mars 1961
- Dorcas, Le Conte d'hiver, William Shakespeare, adaptation Claude-André Puget, mise en scène Julien Bertheau, 2 mai 1961
- Marinette, Le Dépit amoureux, Molière, mise en scène Robert Manuel, 28 juillet 1961 au 17 mai 1969 (42 fois)
- Lisette, La Double Inconstance, Marivaux, 1961
- Madelon, Le Chandelier, Alfred de Musset, mise en scène Raymond Gérôme, 1er octobre 1961
- Sœur Mathilde, Dialogue des Carmélites, Georges Bernanos, mise en scène Marcelle Tassencourt, 21 novembre 1961
- Nini, Un fil à la patte, Georges Feydeau, mise en scène Jacques Charon, 10 décembre 1961
- Toinette, La Troupe du Roy, Hommage à Molière, mise en scène Paul-Émile Deiber, 15 janvier 1962
- Une femme députée, La Colonie, Marivaux, mise en scène Jean Piat, 11 février 1962
- Nérine, Monsieur de Pourceaugnac, Molière
- Marie Mathias, La Fourmi dans le corps, Jacques Audiberti, mise en scène André Barsacq, 27 mars 1962
- Lisette, Le Retour imprévu, Jean-François Regnard, mise en scène Jean-Paul Roussillon, 1962
- Suzanne Sérignan, La Belle aventure, Robert de Flers, Gaston Arman de Caillavet et Étienne Rey, 3 février 1963
- Dorimène, Le Mariage forcé, Molière, en tournée, février 1963
- Nastasia, Crime et Châtiment, Gabriel Arout d'après Fiodor Dostoïevski, mise en scène Michel Vitold, 9 mars 1963
- Amandine, Le Dindon, Georges Feydeau, mise en scène Jean Meyer
- Lisette, Les Folies amoureuses, Jean-François Regnard, 28 mars 1963
- Yvonne, La Foire aux sentiments, Roger-Ferdinand, mise en scène Raymond Gérôme, 26 novembre 1963
- Lise, Cyrano de Bergerac, Edmond Rostand, mise en scène Jacques Charon, 8 février 1964
- Lisette, Les Sincères, Marivaux, 23 avril 1964
- Camila Périchole, Le Carrosse du Saint-Sacrement, Prosper Mérimée, mise en scène Jean Marchat, 24 octobre 1964
- Lucette, Un fil à la patte, Georges Feydeau
- Lise, Les Rivaux d'eux-mêmes, Pigault-Lebrun, mise en scène Jacques Toja, 16 novembre 1966
- Mathurine, Dom Juan, Molière, mise en scène Antoine Bourseiller, 4 février 1967
- Charlotte, Dom Juan, Molière, mise en scène Antoine Bourseiller, 1967
- Laura Scaramella, L'Émigré de Brisbane, Georges Schehadé, mise en scène Jacques Mauclair, 20 novembre 1967
- Hippolyte, L'Étourdi, Molière, mise en scène Jean-Paul Roussillon, 12 décembre 1967
- Lisette, La Seconde Surprise de l'amour, Marivaux, mise en scène Jean-Paul Roussillon, 13 février 1969
- Antonia, La Navette, Henry Becque
- Javotte, La Commère, Marivaux, mise en scène Michel Duchaussoy
- Une Euménide, Électre, Jean Giraudoux, mise en scène Pierre Dux
- Julie, Femmes parallèles, François Billetdoux, mise en scène Jean-Pierre Miquel, 2 novembre 1970
- Martine, Les Femmes savantes, Molière, mise en scène Jean Piat, 24 novembre 1971
- Canina, Volpone, Jules Romains, mise en scène Gérard Vergez, Théâtre de l'Odéon, 15 février 1972
- Mme Arthur, Eux, Eduardo Manet, mise en scène Tony Willems, Petit-Odéon, 23 février 1972
- la Reine Elizabeth, Richard III, William Shakespeare - Jean-Louis Curtis, mise en scène Terry Hands, 27 mars 1972
- Martine, Les Femmes savantes, Molière, mise en scène Jean Piat, 15 mars 1973
- Mlle Hervé, L'Impromptu de Versailles, Molière, mise en scène Pierre Dux, 16 mars 1973
- la Femme divine, C'est la guerre monsieur Gruber, Jacques Sternberg, mise en scène Jean-Pierre Miquel, Théâtre de l'Odéon, 7 novembre 1973
- Eugénie, La Nostalgie, camarade..., François Billetdoux, mise en scène Jean-Paul Roussillon, Théâtre de l'Odéon, 16 octobre 1974
- La Marchande, L'Impromptu de Marigny, Jean Poiret, mise en scène Jacques Charon, 16 novembre 1974
- Nicole, L'Impromptu de Marigny, Jean Poiret, mise en scène Jacques Charon, 16 novembre 1974
- la 5e dame, L'Impromptu de Marigny, Jean Poiret, mise en scène Jacques Charon, 16 novembre 1974
- Phèdre, L'Impromptu de Marigny, Jean Poiret, mise en scène Jacques Charon, 16 novembre 1974
- Lady Macbeth, L'Impromptu de Marigny, Jean Poiret, mise en scène Jacques Charon, 16 novembre 1974
- Elicia, La Célestine, Fernando de Rojas et Pierre Laville, mise en scène Marcel Maréchal, 23 janvier 1975
- Frosine, L'Avare, Molière, mise en scène Jean-Paul Roussillon, avril 1975 (en tournée) ; Paris, 23 juin 1975
- la Momie, La Sonate des spectres, August Strindberg, mise en scène Henri Ronse, Théâtre de l'Odéon, 27 novembre 1975
- Emma Takiniainen, Maître Puntila et son valet Matti, Bertolt Brecht, mise en scène Guy Rétoré, Théâtre Marigny, 8 mars 1976
- Lise, Cyrano de Bergerac d'Edmond Rostand, mise en scène Jean-Paul Roussillon, 22 septembre 1976
- Agavé, Les Bacchantes, Euripide - Maurice Clavel, mise en scène Michael Cacoyannis, Théâtre de l'Odéon, 12 avril 1977
- Dame Pluche, On ne badine pas avec l'amour, Alfred de Musset, mise en scène Simon Eine, 13 novembre 1977
- Charlotte Brontë, Le jour où Mary Shelley rencontra Charlotte Brontë, Eduardo Manet, mise en scène Yves Gasc, Petit-Odéon, 9 janvier 1979
- La Pocharde, La Tour de Babel, Fernando Arrabal, mise en scène Jorge Lavelli, Théâtre de l'Odéon, 13 décembre 1979
- Mme Argante, L'Épreuve, Marivaux, mise en scène Jean-Louis Thamin, 19 novembre 1980
- Irina Nikolaïevna Arkadina, La Mouette, Anton Tchekhov, mise en scène Otomar Krejča, 30 janvier 1980
- Mme Pernelle, Les Plaisirs de l'île enchantée, Molière mise en scène Maurice Béjart, 17 décembre 1980
- Mme de Maintenon, Les Plaisirs de l'île enchantée, Molière, mise en scène Maurice Béjart, 17 décembre 1980
- la Nourrice, Médée, Euripide, mise en scène Jean Gillibert, Festival d'Avignon, puis Théâtre national de l'Odéon, 7 juillet 1981
- la môme Crevette, La Dame de chez Maxim, Georges Feydeau, mise en scène Jean-Paul Roussillon, 12 décembre 1981
- Tante II, Yvonne, princesse de Bourgogne, Witold Gombrowicz, mise en scène Jacques Rosner, Théâtre national de l'Odéon, 5 mai 1982
- Mme Sorbin, La Colonie, Marivaux, mise en scène Jean-Pierre Miquel, 19 février 1983
- Maud, Félicité, Jean Audureau, mise en scène Jean-Pierre Vincent 5 novembre 1983
- Séraphine, Le Suicidé, Nicolaï Erdman, mise en scène Jean-Pierre Vincent, Théâtre national de l'Odéon, 26 avril 1984
- Phénice, Bérénice, Jean Racine, mise en scène Klaus Michael Grüber, 1er décembre 1984
- Mme Dingue, Hortense a dit : Je m'en fous, Georges Feydeau, mise en scène Stuart Seide, 31 mai 1985
- Mme de Champrinet, Léonie est en avance, Georges Feydeau, mise en scène Stuart Seide, 31 mai 1985
- la Mère, Six personnages en quête d'auteur, Luigi Pirandello, mise en scène Jean-Pierre Vincent, Théâtre national de l'Odéon, 14 janvier 1986
- Clara, Un chapeau de paille d'Italie, Eugène Labiche et Marc-Michel, mise en scène Bruno Bayen, 22 mars 1986
- Mme Jacob, Turcaret, Alain-René Lesage, mise en scène Yves Gasc, 17 janvier 1987
- Bélise, Les Femmes savantes, Molière, Théâtre de la Porte-Saint-Martin, mise en scène Catherine Hiegel, 28 avril 1987 ; reprise, mise en scène Simon Eine, juin 1998
- Leonida, La Cagnotte, Eugène Labiche, mise en scène Jean-Michel Ribes, 10 décembre 1988
- Marceline, Le Mariage de Figaro, Beaumarchais, mise en scène Antoine Vitez, 18 mars 1989
- Adam, Comme il vous plaira, Shakespeare, mise en scène Lluís Pasqual (es), 15 décembre 1989
- le vieux Duc, Comme il vous plaira, Shakespeare, mise en scène Lluís Pasqual, 15 décembre 1989
- Suzanne, L'Autre Tartuffe ou la Mère coupable, Beaumarchais, mise en scène Jean-Pierre Vincent, 17 février 1990
- la Nourrice, Père, August Strindberg, mise en scène Patrice Kerbrat, 23 mars 1991
- Mme Christophe, La Tragédie du roi Christophe, Aimé Césaire, mise en scène Idrissa Ouedraogo, 8 juin 1991
- le vieux Patricien, Caligula, Albert Camus, mise en scène Youssef Chahine, 15 février 1992
- Marotte, Les Précieuses ridicules, Molière, mise en scène Jean-Luc Boutté, 6 février 1993
- Mlle de Brie, L'Impromptu de Versailles, Molière, mise en scène Jean-Luc Boutté, 6 février 1993
- Elisabeth de Geoulinger, Les Amants puérils, Fernand Crommelynck, mise en scène Muriel Mayette, Théâtre du Vieux-Colombier, 11 décembre 1993
- la Dame d'honneur, Le Prince de Hombourg, Heinrich von Kleist, mise en scène Alexander Lang, Théâtre Mogador, puis salle Richelieu, 18 mai 1994
- Jocaste, La Thébaïde, Racine, mise en scène Yannis Kokkos, Salle Richelieu, 9 mars 1995
- Panope, Phèdre, Racine, mise en scène Anne Delbée, 25 novembre 1995
- Mme Argante, Les Fausses Confidences, Marivaux, mise en scène Jean-Pierre Miquel, 10 octobre 1996
- Anna Semionovna Islaïev, Un mois à la campagne, Ivan Tourgueniev, mise en scène Andreï Smirnoff, 26 avril 1997
- Laonice, Rodogune, Corneille, mise en scène Jacques Rosner, 14 mars 1998
- la paysanne, Mère Courage et ses enfants Bertolt Brecht et Eugène Guillevic, mise en scène Jorge Lavelli, 24 octobre 1998
- Nounou Guiness, La Maison des cœurs brisés, George Bernard Shaw - Georges Perros, mise en scène Michel Dubois, 27 novembre 1999
- La Dernière Lettre, Vassili Grossman, mise en scène Frederick Wiseman, Studio-Théâtre, 13 mars - 29 avril 2000, reprise 27 septembre 2000
- Mémé, Les Danseurs de la Pluie, Karin Mainwaring, mise en scène Muriel Mayette et Jacques Vincey, Théâtre du Vieux-Colombier, 23 mars 2001
- Juliane Tesman, Hedda Gabler, Henrik Ibsen, mise en scène Jean-Pierre Miquel, Théâtre du Vieux-Colombier, 20 mars 2002
- Madeleine, Savannah Bay, Marguerite Duras, mise en scène Éric Vigner, 14 septembre 2002
- le Temps, Le Conte d'hiver, William Shakespeare - Claude-André Puget ; mise en scène Muriel Mayette, Studio-Théâtre, 31 mars 2004
- Hedwig, Place des Héros, Thomas Bernhard - Claude Porcell, mise en scène Arthur Nauzyciel, 22 décembre 2004
- le coryphée, Les Bacchantes, Euripide - Jean et Mayotte Bollack, mise en scène André Wilms, 12 février 2005
- Winnie, Oh les beaux jours, Samuel Beckett, mise en scène Frederick Wiseman, 22 novembre 2005
- Åse, Peer Gynt, Henrik Ibsen, mise en scène Éric Ruf, 12 mai 2012

### Hors Comédie-Française
- 2011 : Le Babil des classes dangereuses de Valère Novarina, lecture dirigée par Denis Podalydès, Odéon-Théâtre de l'Europe

## Filmographie

### Cinéma
- 1957 : Pot-Bouille de Julien Duvivier
- 1965 : Les Bons Vivants de Gilles Grangier et Georges Lautner (segment La Fermeture)
- 1969 : La Vie, l'Amour, la Mort de Claude Lelouch
- 1970 : Le Distrait de Pierre Richard
- 1970 : Elle boit pas, elle fume pas, elle drague pas, mais... elle cause ! de Michel Audiard : Jannou Mareuil
- 1971 : La Grande Paulette de Gérald Calderon
- 1971 : La Vieille Fille de Jean-Pierre Blanc
- 1972 : Elle cause plus... elle flingue de Michel Audiard
- 1973 : Un ange au paradis de Jean-Pierre Blanc
- 1978 : Vas-y maman de Nicole de Buron
- 1979 : Coup de tête de Jean-Jacques Annaud
- 1980 : La Puce et le Privé de Roger Kay
- 1983 : L'Ami de Vincent de Pierre Granier-Deferre
- 1984 : Les Nanas d'Annick Lanoë
- 1988 : Tolérance de Pierre-Henry Salfati
- 1990 : Gawin d'Arnaud Sélignac
- 1991 : Ma vie est un enfer de Josiane Balasko
- 1994 : Jefferson à Paris de James Ivory
- 1994 : Gazon maudit de Josiane Balasko
- 1995 : La Belle Verte de Coline Serreau
- 1996 : Bernie d'Albert Dupontel
- 1997 : La Mort du Chinois de Jean-Louis Benoît
- 1997 : Sous les pieds des femmes de Rachida Krim
- 1999 : Salsa de Joyce Buñuel
- 2002 : La Dernière Lettre de Frederick Wiseman
- 2003 : Le Divorce de James Ivory
- 2004 : Les Revenants de Robin Campillo
- 2004 : Victoire de Stéphanie Murat
- 2007 : Mange, ceci est mon corps de Michelange Quay
- 2010 : L'Immortel de Richard Berry
- 2015 : L'Origine de la violence d'Élie Chouraqui
- 2016 : Des nouvelles de la planète Mars de Dominik Moll

### Télévision
- 1960 : Les Cinq Dernières Minutes, épisode Qui trop embrasse... de Claude Loursais
- 1968 : Au théâtre ce soir : Le Dindon de Georges Feydeau, mise en scène Jean Meyer, réalisation Pierre Sabbagh, Théâtre Marigny (Comédie-Française)
- 1970 : Au théâtre ce soir : Un fil à la patte de Georges Feydeau, mise en scène Jacques Charon, réalisation Pierre Sabbagh, Théâtre Marigny (Comédie-Française)
- 1971 : Au théâtre ce soir : Fric-Frac d'Édouard Bourdet, mise en scène Jean Le Poulain, réalisation Pierre Sabbagh, Théâtre Marigny
- 1971 : Tang d'André Michel (série télévisée)
- 1974 : Nouvelles de Henry James : Le Banc de la désolation de Claude Chabrol
- 1977 : Minichronique, épisode Les Rêves d'enfants : Toinette du Malade imaginaire
- 1978 : Les Folies Offenbach, de Michel Boisrond : Hortense Schneider (4 épisodes)
- 1978 : Claudine (mini-série) épisode Claudine à l'école d'Édouard Molinaro : Mlle Sergent
- 1984 : Jacques le fataliste et son maître de Claude Santelli
- 1994 : Julie Lescaut épisode 1, saison 3 : Ville basse, ville haute, de Josée Dayan : Jeanne Vaugeois
- 1997 : Une soupe aux herbes sauvages d'Alain Bonnot : Justine, âgée
- 1997 : Un homme digne de confiance de Philippe Monnier
- 2011 : À la recherche du temps perdu de Nina Companeez
- 2011 : Gérald K. Gérald d'Élisabeth Rappeneau
- 2015 : Capitaine Marleau de Josée Dayan (épisode 2)

## Distinctions

### Décorations
- Grand officier de la Légion d'honneur[4] en 2020 (chevalier en 1981 ; officier en 1992[5]; commandeur en 2001[6]).

- Grand-croix de l'ordre national du Mérite[7] en 2020 (chevalier en 1976 ; officier en 1998[8]).
- Commandeur de l'ordre des Arts et des Lettres[9] en 1998.

### Récompenses
- Prix du Syndicat de la critique 2000 : meilleure comédienne pour La Dernière Lettre
- Molières 1998 : Molière d'honneur

### Nomination
- Molières 2006 : Molière de la comédienne pour Oh les beaux jours